# 斯馬爾丹鄉 (圖爾恰縣)

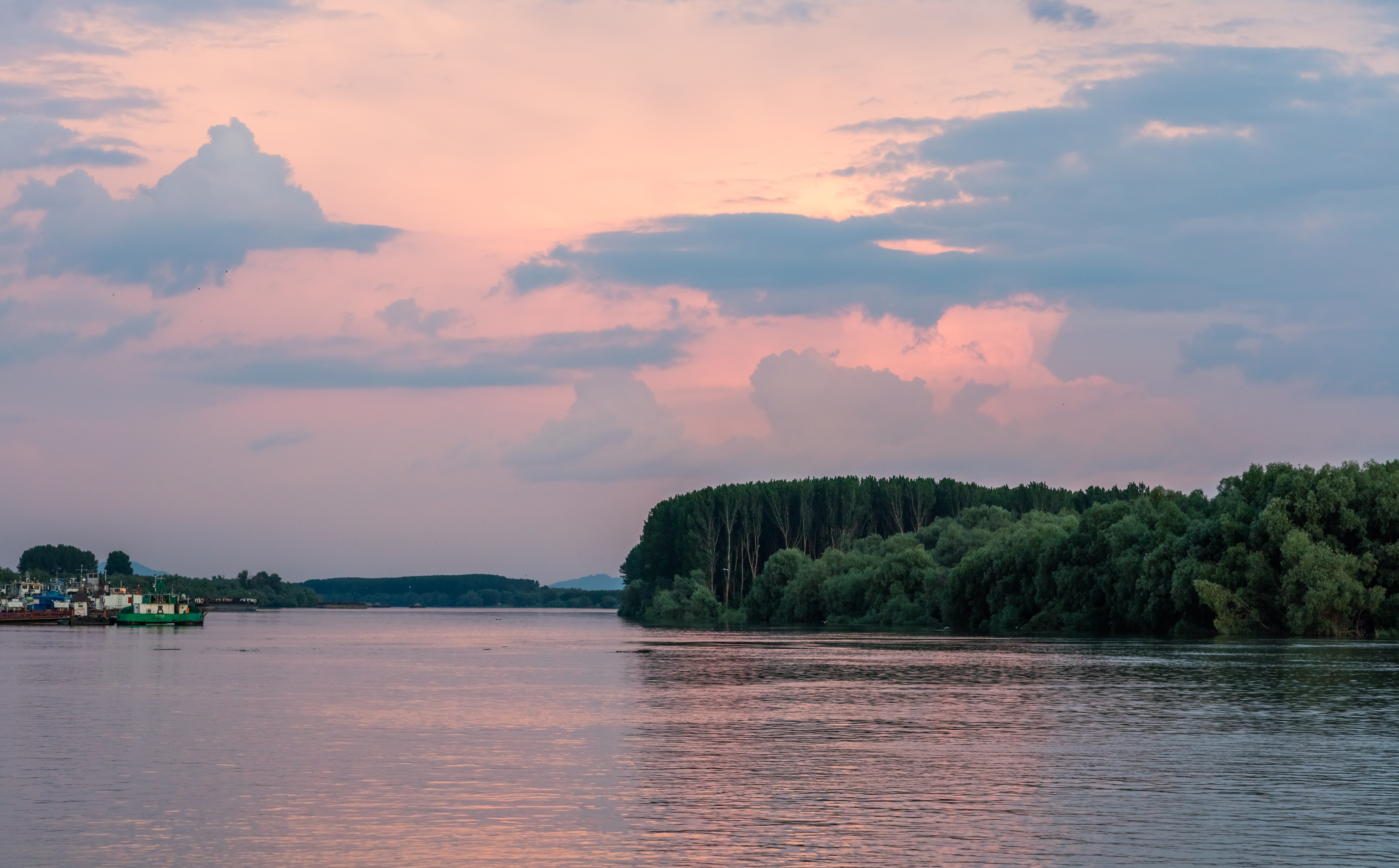

45°29′N 27°56′E / 45.483°N 27.933°E
斯馬爾丹鄉（羅馬尼亞語：Comuna Smârdan, Tulcea），是羅馬尼亞的鄉份，位於該國東南部，由圖爾恰縣負責管轄，面積130平方公里，海拔高度4米，2002年人口1,108，人口密度每平方公里9人。